# Рудакова, Екатерина Ивановна
Екатерина Ивановна Рудакова (род. 23 января 1984, Новополоцк, Витебская область) — белорусская лыжница, участница двух Олимпийских игр. Специализируется в дистанционных гонках. Мастер спорта.

## Карьера
В Кубке мира Рудакова дебютировала в декабре 2005 года, в ноябре 2006 года первый раз попала в тридцатку лучших на этапе Кубка мира, в эстафете. Всего на сегодняшний день имеет на своём счету 4 попадания в тридцатку лучших на этапах Кубка мира, все в эстафете. В личных гонках на этапах Кубка мира Рудакова не поднималась выше 31-го места, и очков в общий зачёт не завоёвывала.
На Олимпиаде-2006 в Турине стала 49-й в дуатлоне 7,5+7,5 км, 15-й в эстафете и 51-й в спринте.
На Олимпиаде-2010 в Ванкувере принимала участие в четырёх гонках: 10 км коньком — 58-е место, дуатлон 7,5+7,5 км — 49-е место командный спринт — 13-е место, эстафета — 10-е место.
За свою карьеру принимала участие в одном чемпионате мира, на чемпионате 2009 года заняла 43-е место в дуатлоне 7,5+7,5 км, 9-е место в эстафете и 31-е место в масс-старте на 30 км.
Использует лыжи и ботинки производства фирмы Fischer.